# 旧海弗莱
旧海弗莱（荷蘭語：Oud-Herverlee，荷蘭語發音：[ˌʌu̯tˈɦeːvərleː]）是比利时弗拉芒大區弗拉芒布拉班特省魯汶區的一个市镇，西南与瓦隆大区瓦隆布拉班特省接壤，通行荷蘭語，是弗拉芒社群的一部分，面积31.15平方千米，人口11,099人（2018年1月1日）。